# Drósi (Héraklion)
Drósi (grec moderne : Δρόσοι) est une localité située dans le dème de Gortyne, du district régional d'Héraklion, dans la periphérie de Crète, en Grèce.
Selon le recensement de 2011, elle compte aucun habitant.